# Nikolaas Tinbergen
Pour les articles homonymes, voir Tinbergen.
Nikolaas Tinbergen (15 avril 1907 à La Haye - 21 décembre 1988 à Oxford) est un biologiste et ornithologue néerlandais, récipiendaire du Prix Nobel de Médecine ou de Physiologie en 1973 avec Karl von Frisch et Konrad Lorenz. Avec ce dernier, il est considéré comme le fondateur de l'éthologie, c’est-à-dire de l'étude comparative du comportement animal. Tinbergen est également à l'origine des quatre axes d'étude du comportement dans cette discipline : fonction et phylogenèse (« causes ultimes »), causalité et ontogenèse (« causes proximales »).
Ses déclarations sur l'origine de l'autisme, qui serait selon lui dû à un manque d'affection maternelle, lui ont valu de se faire qualifier par David Gorski d’atteint par la maladie du Nobel .

## Biographie
Né à La Haye dans une famille de cinq enfants, il a pour frères Jan Tinbergen qui a reçu le prix Nobel d'économie en 1969, et Luuk Tinbergen, ornithologue. Poussé par ses parents à explorer ses propres centres d'intérêt, il développe son goût naturaliste en observant la faune et la flore et en rejoignant un cercle néerlandais de jeunes amateurs de sciences naturelles.
Il effectue en 1925 un séjour de trois mois au bord de la mer Baltique pour observer la migration d'oiseaux. À la suite de cette expérience, il intègre l'université de Leyde pour étudier la biologie à partir de 1926. Il y réalise sa thèse qu'il soutient en 1932, et qui porte sur les abeilles et leur comportement spatial, inspirée des travaux de Karl von Frisch. En même temps, il participe à une exploration au Groenland pendant quinze mois. Il devient ensuite assistant de recherche à l'université de Leyde et étudie le comportement animal.
Après avoir commencé à correspondre avec Konrad Lorenz à partir de 1935, il le rencontre l'année lors d'un symposium organisé à Leyde sur l'instinct. Tinbergen est impressionné par la capacité de Konrad Lorenz à élaborer des théories synthétiques, tandis que Lorenz apprécie les qualités expérimentales de Tinbergen. Devenus très proches et amis, ils travaillent ensemble notamment sur le concept de comportements innés et sur l'élaboration d'une discipline destinée à l'observation objective du comportement animal, davantage influencée par la biologie que par la psychologie, fondant ainsi les bases de l'éthologie.
Durant la Seconde Guerre mondiale, les opinions politiques divergentes de Lorenz et de Tinbergen les éloignent progressivement, en dépit des efforts de Tinbergen qui voyait leur association comme essentielle pour l'avenir de l'éthologie. Cette perception semble avoir évité une rupture définitive entre ces deux grands naturalistes[réf. nécessaire]. En 1941, comme plusieurs de ses collègues, Tinbergen démissionne de sa chaire en signe de protestation contre la volonté de « nettoyage » du personnel juif de l'université par les nazis. En 1942, plusieurs d'entre eux sont incarcérés et certains sont exécutés. Tinbergen, lui, est emprisonné pendant deux ans, jusqu'en septembre 1944, à Saint-Michel-Gestel.
En 1947, il devient professeur de zoologie à l'Université de Leyde, avant d'intégrer l'université d'Oxford comme maître de conférences en 1949.
Ses expériences simples et claires mais cruciales ont posé les bases de l'ensemble des sciences comportementales actuelles.
Il reçoit la médaille Elliott Coues décerné par l'American Ornithologists' Union en 1972. L'année suivante, il reçoit avec Karl von Frisch et Konrad Lorenz le prix Nobel de physiologie ou médecine pour « leurs découvertes concernant l'organisation et le déclenchement de patterns de comportements individuels et sociaux ».

### Hypothèse pseudoscientifique sur l'autisme
Sur la base de ses études sur les comportements animaux ayant permis de fonder l'éthologie, Tinberger déduit que l'autisme serait causé par le manque d'affection maternelle,. Pendant son discours d'acceptation du prix Nobel, Tinbergen fait la promotion de l'hypothèse largement discréditée de la « mère réfrigérante » comme cause de l'autisme, établissant ainsi un « record presque imbattable pour le temps le plus court entre recevoir le prix Nobel et dire quelque chose de vraiment stupide sur un domaine dans lequel le lauréat avait peu d'expérience ». En 1985, Tinbergen a coécrit un livre avec sa femme qui recommande l'utilisation de la « thérapie de maintien » pour l'autisme, une forme de traitement qui n'est pas soutenue empiriquement et qui peut être physiquement dangereuse.

## Questions fondamentales de l'éthologie

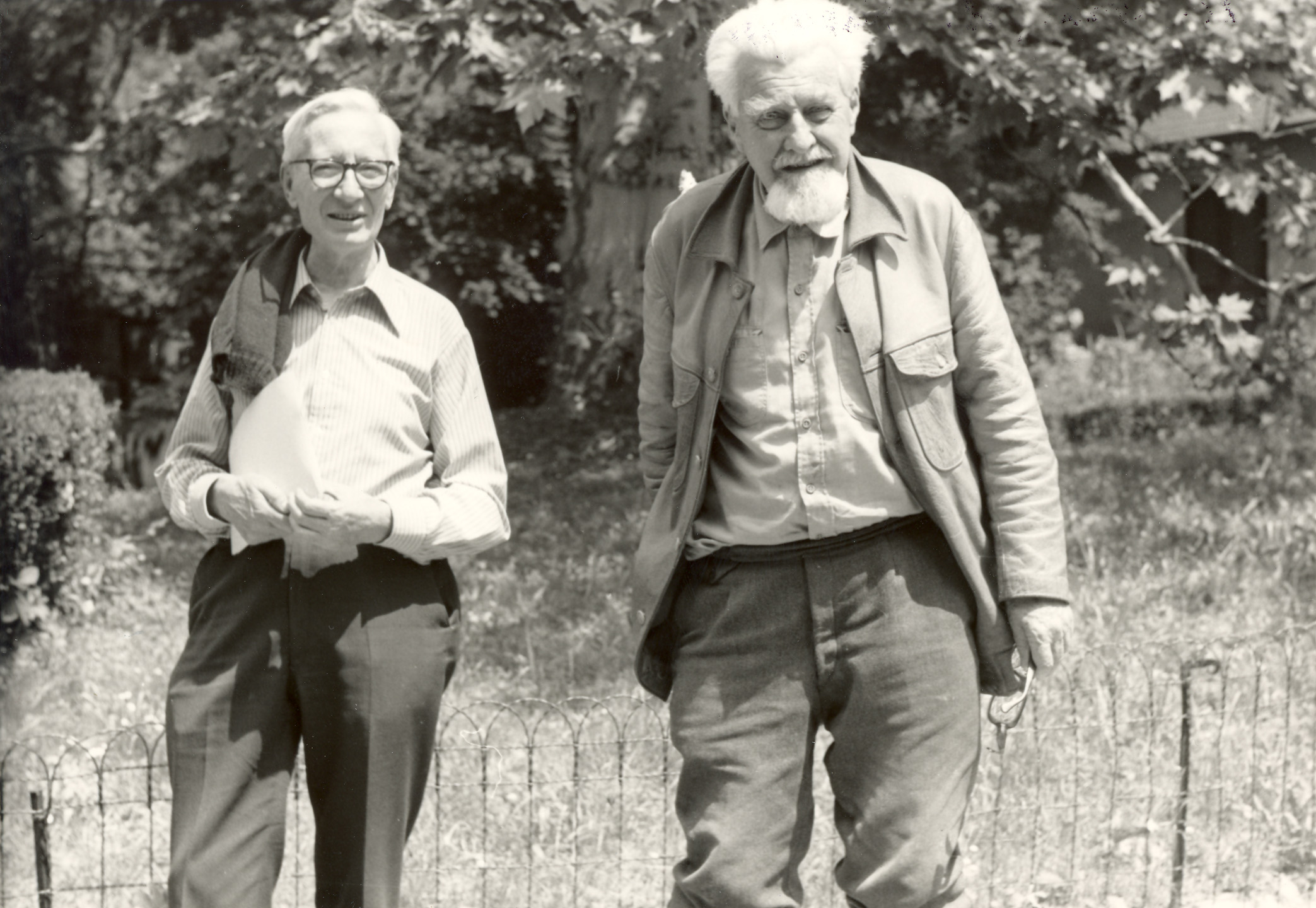
Nikolaas Tinbergen (gauche) et Konrad Lorenz (droite), 1978

En 1963, il pose les questions fondamentales de l'éthologie dans son article On aims and methods of Ethology à l'occasion du soixantième anniversaire de Lorenz. Ainsi, pour Tinbergen, les comportements doivent être étudiés sous quatre aspects :
- Causalité immédiate : quels sont les facteurs internes ou externes qui déclenchent un comportement ?
- Fonction : quelle est la fonction de ce comportement, quelle est son utilité pour la survie de l'animal à court ou long terme ?
- Ontogenèse : comment ce comportement se met-il en place au cours du développement de l'individu ?
- Phylogenèse : comment ce comportement est-il apparu au cours de l'évolution et est-il partagé avec d'autres espèces ?

La causalité immédiate et l'ontogenèse sont regroupées sous le terme de « causes proximales » tandis que la fonction et l'évolution sont rassemblées sous le terme de « causes ultimes ».
Ces quatre questions continuent encore à définir les axes de recherche de l'éthologie moderne de nos jours.

## Publications
- L'Étude de l'instinct (The Study of Instinct, 1951), trad., Payot, Paris, 1953, 308 p.
- La Vie sociale des animaux. Introduction à la sociologie animale (Social Behavour in Animals, 1953), trad., Payot. Paris, 186 p.
- L'Univers du goéland argenté (The Herring Gull's World, 1953), trad., Elsevier-Séquoia, Paris, Bruxelles, 1975, 224 p.
- Carnets d'un naturaliste, trad., Hachette, 1961, 298 p.
- Le Comportement animal, trad., Time-Life, coll. "Jeunesse", 1968.
- (avec David McFarland), Dictionnaire du comportement animal (The Oxford Companion to Animal Behaviour, 1981), trad., Robert Laffont, coll. "Bouquins", 1990, 1015 p.